# Wiggins Airways
Wiggins Airways — американська вантажна і чартерна авіакомпанія, що базується в Манчестері, Нью-Гампшир в аеропорту Манчестер-Бостон.

## Історія
Авіакомпанію засновано в 1927 р. в Манчестері, Нью-Гемпшир. Wiggins Airways була куплена своїми співробітниками під час створення ESOP. В компанії працює більше 160 осіб в офісах і терміналах. Також Wiggins Airways забезпечує заправку та обслуговування інших комерційних літаків.

## Флот
В даний час в компанії 52 літака. Але більшість літаків використовують авіакомпанії UNITED Airlines і FedEx Express[прояснити].
На березень 2009 року в Wiggins Airways було:
- 1 Raytheon Beech B99
- 31 Cessna 208 Caravan (C208)
- 1 Beech A100 King Air
- 1 Cessna 402